# Roitelet de Madère
Vous lisez un « bon article » labellisé en 2013.
Regulus madeirensis
Espèce
Statut de conservation UICN

 LC  : Préoccupation mineure
Le Roitelet de Madère (Regulus madeirensis Harcourt, 1851) est une espèce de petits passereaux de la famille des Regulidae et endémique de l'île de Madère. Avant d'être reconnu comme une espèce à part entière en 2003, ce passereau était classé comme une sous-espèce du Roitelet à triple bandeau (R. ignicapilla). Il diffère de ce proche parent par son apparence et ses vocalisations, et l'analyse génétique a confirmé qu'il s'agissait d'une espèce différente. Le Roitelet de Madère a les parties supérieures vertes, les parties inférieures blanchâtres, deux barres blanches sur les ailes et un motif distinctif sur la tête avec une bande sombre sur l'œil. Ce dernier possède un court sourcil blanc et la tête est ornée d'une crête qui est principalement orange chez le mâle et jaune chez la femelle.
La femelle du Roitelet de Madère construit un nid sphérique à partir de toiles d'araignées, de mousses et de petites brindilles. Elle couve seule les œufs. Les deux parents nourrissent les jeunes. Cette espèce se nourrit d'insectes et d'autres petits invertébrés collectés dans la Bruyère arborescente (Erica arborea), les lauriers et autres plantes arborées. L'espèce est commune dans son aire de répartition restreinte et considérée comme « de préoccupation mineure » par l'Union internationale pour la conservation de la nature.

## Description

### Morphologie
Le Roitelet de Madère est un petit oiseau de 9 à 10 cm de long et pesant environ 5 g. Les parties supérieures sont d'un vert olive vif, avec une tache de couleur bronze sur chaque épaule ; les parties inférieures sont blanchâtres délavées avec du gris brunâtre sur la poitrine et les flancs. Il dispose de deux barres alaires blanches, un minuscule bec noir et des pattes brun-noir. Le motif de la tête est caractéristique, avec une bande sombre sur l'œil, un sourcil blanc et une crête jaune chez la femelle ou orange chez le mâle. Les oisillons ont des parties supérieures avec une teinte gris terne, et n'ont pas de couronne, ni de trait oculaire ou de sourcil. Durant leur premier hiver, seules les plumes de vol et la queue ne muent pas, et les jeunes oiseaux sont pratiquement indiscernables des adultes à ce moment.

### Espèces similaires

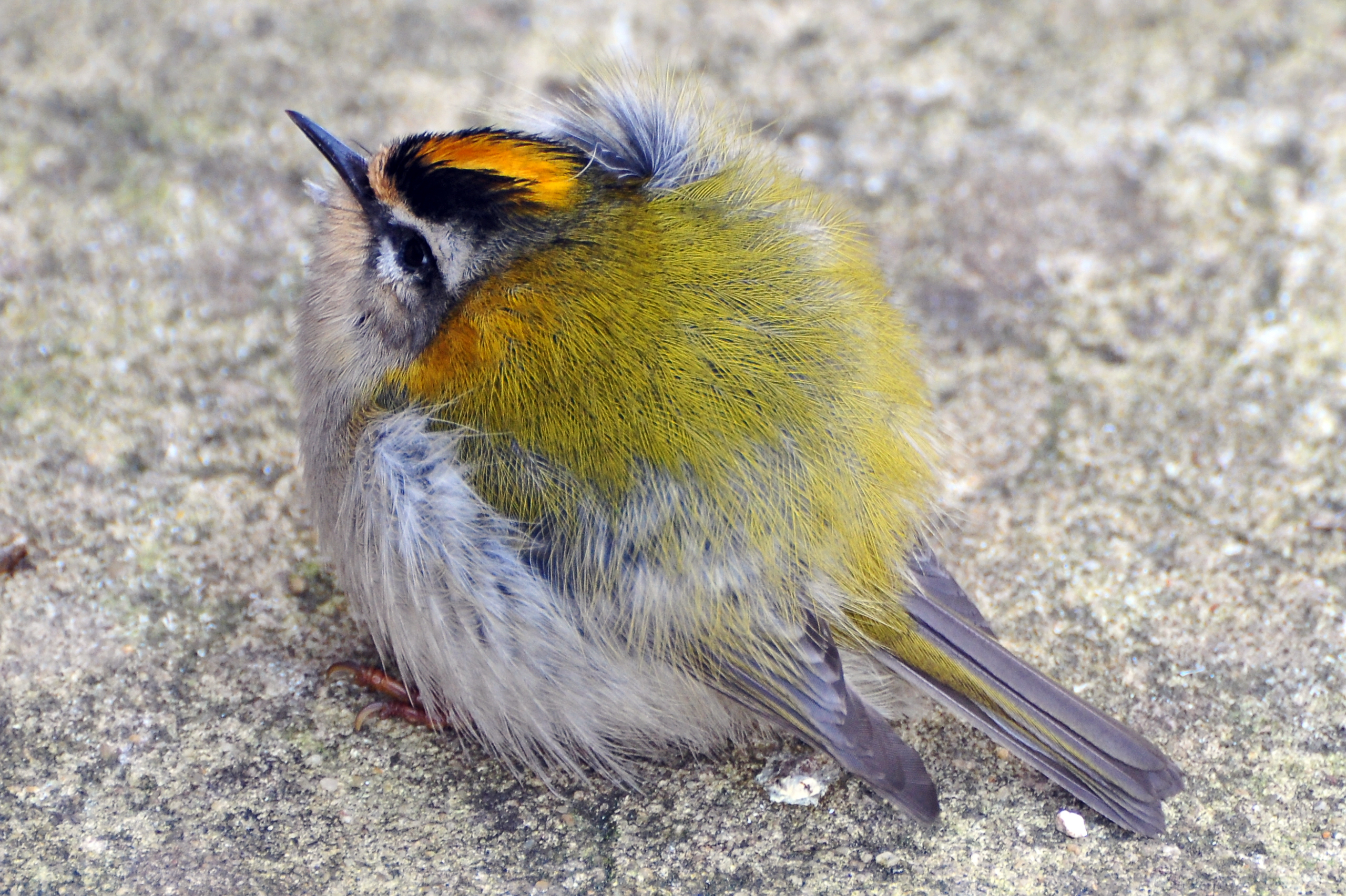
Le Roitelet de Madère est considéré jusqu'au début des années 2000 comme une sous-espèce du Roitelet à triple bandeau, ici photographié.

Par rapport au Roitelet à triple bandeau, le Roitelet de Madère a un bec et des pattes plus longs, un court sourcil blanc, plus de noir sur les ailes et une couleur bronze plus marquée sur l'épaule, tandis que la crête du mâle est orange plus terne. Les jeunes ont la tête plus unie, sans sourcil, contrairement à l'espèce continentale. On le distingue de l'autre espèce de roitelet vivant en Macaronésie, le Roitelet huppé (R. regulus), par la présence d'une bande sombre au niveau de l’œil quand celui du Roitelet huppé est simplement entouré d'un mince cercle blanc. Cette dernière espèce n'est toutefois pas présente sur Madère.

## Comportement

### Cri
Le cri du Roitelet de Madère ressemble beaucoup à celui du Roitelet à triple bandeau, avec une succession de notes aiguës, mais l'oiseau de Madère a un chant divisé en trois parties distinctes, alors que celui de l'espèce européenne s'accélère progressivement et présente une gamme de fréquence moins large. L'appel des deux espèces est un cri aigu zuu zu-zi-zi, mais le Roitelet de Madère dispose également d'un perçant wheez et d'un sifflant peep.

### Alimentation

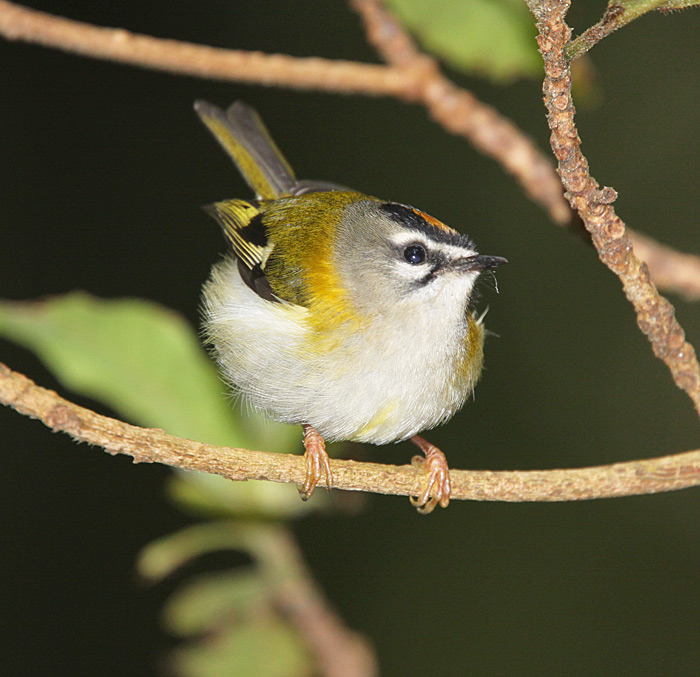
Un mâle.

Toutes les espèces du genre Regulus sont presque exclusivement insectivores, se nourrissant de petits arthropodes avec des cuticules souples, tels que les collemboles, les pucerons et les araignées. Ils se nourrissent aussi des cocons et des œufs d'araignées et d'insectes, et parfois de pollen. Le Roitelet de Madère s'alimente dans les arbres, en exploitant principalement la partie supérieure des branches dans des bois de conifères et des feuilles dans les forêts caduques. Ce comportement diffère de celui du Roitelet huppé, qui se nourrit sur la face inférieure des branches et des feuilles. Le Roitelet de Madère se nourrit également dans les mousses et les lichens qui recouvrent souvent les branches et les troncs d'arbres comme les lauriers et les chênes.

### Reproduction

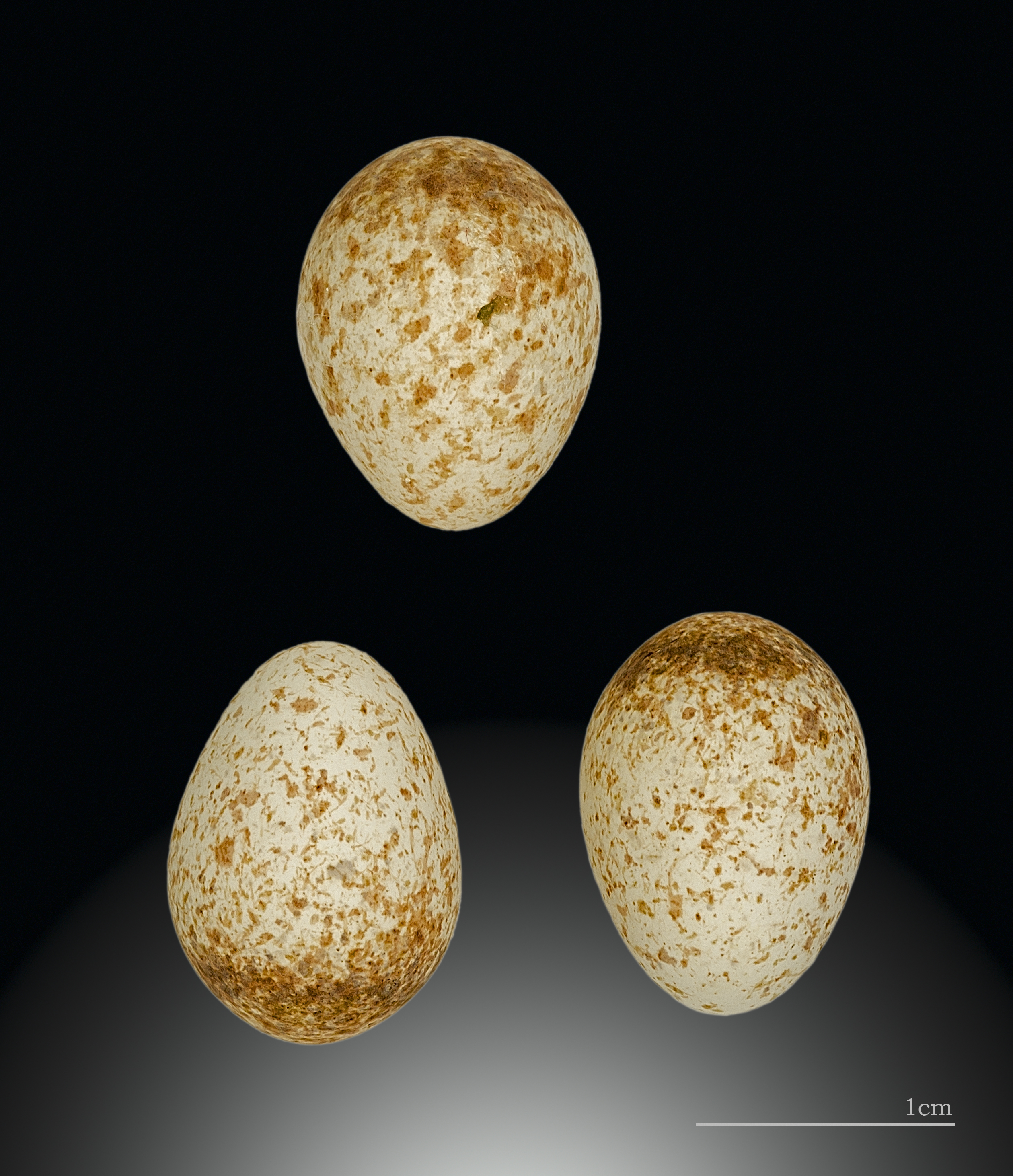
Œufs de Regulus madeirensis conservés au Muséum de Toulouse.

Le mâle Roitelet de Madère chante pendant la saison de reproduction, souvent avec sa crête dressée, et a une parade qui consiste à pointer son bec vers son partenaire, et montrer sa crête. Cette parade diffère de celle du Roitelet huppé (R. regulus) qui incline plus simplement la tête pour faire voir sa crête. Le Roitelet de Madère est monogame. Comme pour les autres espèces de la famille, le nid est une coupe fermée construite en trois couches avec un petit trou d'entrée près de son sommet. La couche extérieure du nid est faite de mousse, de brindilles, de toiles d'araignée et de lichens. Les toiles d'araignée sont aussi utilisées pour fixer le nid aux branches fines qui le soutiennent. La couche intermédiaire est faite de mousses et l'intérieur est calfeutré de plumes (jusqu'à 3 000) et de poils. La femelle bâtit le nid seule mais le mâle reste à ses côtés pendant qu'elle construit ce nid, sur une période de quelques jours à trois semaines.
Les œufs sont décrits comme ceux d'un pouillot du genre Phylloscopus : blancs avec des taches brunes, à la différence des œufs du Roitelet à triple bandeau (R. ignicapilla), qui sont roses avec des marques rougeâtres à l'extrémité la plus large. La taille de la couvée est inconnue, mais on pense qu'elle est plus petite que les 7 à 12 de la sous-espèce type du Roitelet à triple bandeau. La femelle couve les œufs pendant 14,5 à 16,5 jours avant qu'ils n'éclosent, et les jeunes quittent le nid 19 à 20 jours plus tard. Les deux parents nourrissent les oisillons.

### Prédateurs et parasites
Du fait de la faible diversité des espèces de Madère, il y a relativement peu de prédateurs potentiels pour cette espèce. Parmi les trois oiseaux de proie, la Buse variable (Buteo buteo) et le Faucon crécerelle (Falco tinnunculus) mangent principalement des mammifères, mais la sous-espèce macaronésienne de l'Épervier d'Europe, Accipiter nisus granti, est un prédateur spécialisé dans la capture d'oiseaux des bois.
Les seuls mammifères terrestres indigènes sur l'île sont des chauves-souris, mais on rencontre des espèces introduites. Parmi elles, deux sont dangereuses pour les roitelets, le Rat brun (Rattus norvegicus) et le Chat domestique (Felis catus),.
Les données sur les parasites spécifiques du Roitelet de Madère font défaut, mais la puce Dasypsyllus gallinulae, très répandue a été observée chez une espèce de Regulus proche, et des infections significatives par des agents pathogènes non indigènes tels que la variole aviaire et le paludisme aviaire ont été détectées sur un autre oiseau macaronésien, le Pipit de Berthelot (Anthus berthelotii).

## Répartition et habitat

Aire de répartition du Roitelet de Madère.

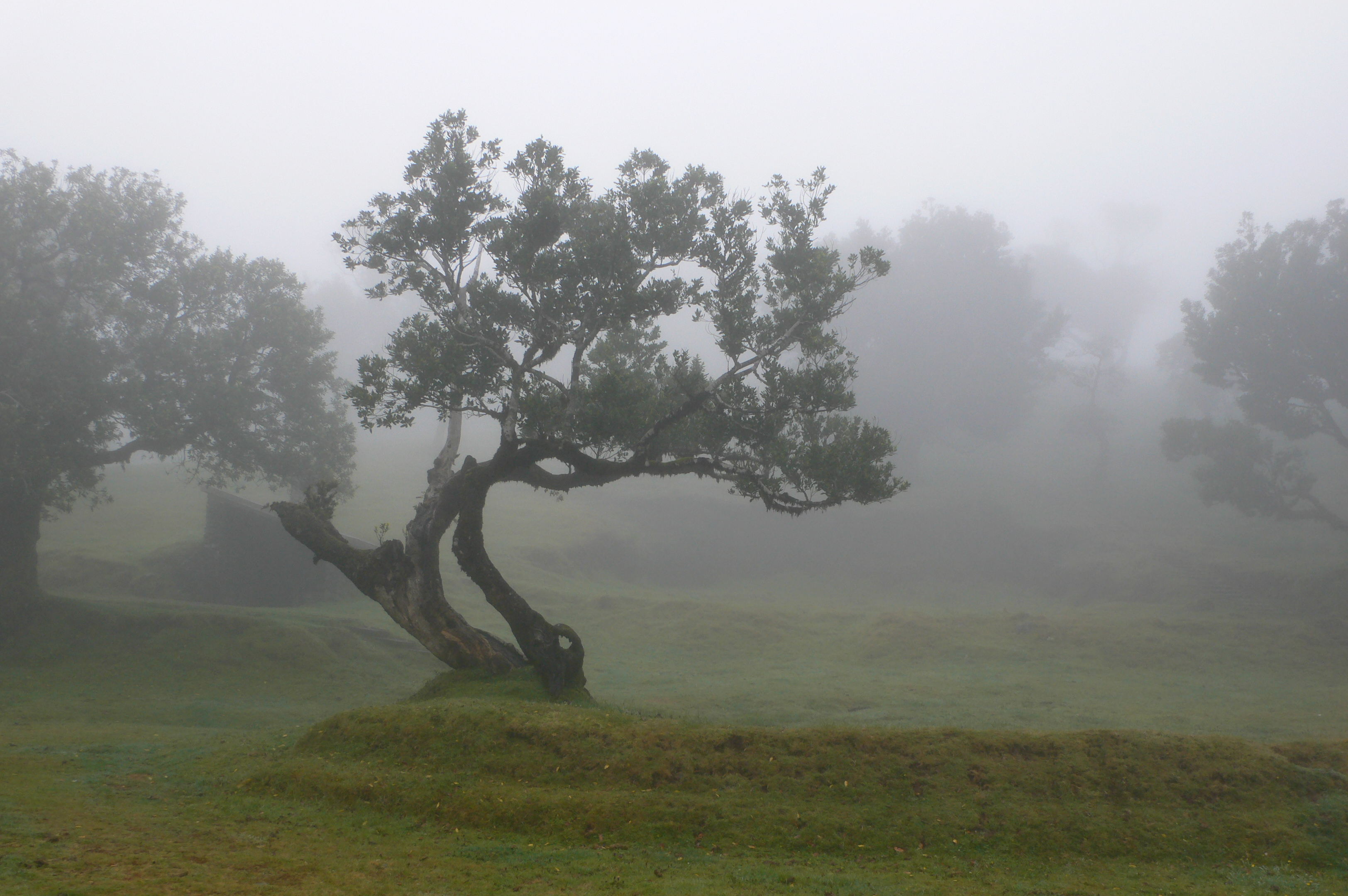
Laurisylve à Madère.

Le Roitelet de Madère est endémique de l'île principale de Madère. Il est visible principalement à des niveaux variant entre 600 et 1 550 m, dans tous les types de forêts et de maquis, mais avec une préférence pour les peuplements de Bruyère arborescente (Erica arborea). Bien qu'il soit fortement adapté à ces arbres endémiques, il se trouve également dans des genêts, dans les reliquats de la laurisylve de l'île, dans les forêts à dominante de chênes et dans les peuplements de Cryptomeria japonica, une espèce introduite. Il évite les peuplements d'eucalyptus et d'acacias qui ont supplanté la laurisylve traditionnelle de Madère.

## Systématique
L'espèce a été décrite par le naturaliste anglais Edward Vernon Harcourt en 1851.

### Synonyme
- Regulus ignicapilla madeirensis Harcourt, 1851 (Protonyme)
- Regulus ignicapillus madeirensis

### Taxinomie
Les roitelets forment un petit groupe d'oiseaux parfois inclus dans la famille des Sylviidae, mais plus souvent considérés comme formant leur propre famille, celles des Regulidae, d'autant plus que des recherches récentes ont montré que, malgré des similitudes superficielles, les roitelets sont taxonomiquement éloignés des fauvettes,. Le nom de la famille et celui du seul genre qu'elle comprend, Regulus, sont issus du latin regulus, signifiant « roi », qui fait référence à la crête orange ou jaune caractéristique des roitelets adultes. Le nom de l'espèce, madeirensis, est composé du nom de l'île de Madère et du suffixe latin -ensis, « qui vit dans, qui habite ». Le Roitelet de Madère a été décrit par le naturaliste anglais Edward Vernon Harcourt en 1851. Jusqu'au début des années 2000, il était considéré comme une sous-espèce R. i. madeirensis du Roitelet à triple bandeau (R. ignicapilla). Une analyse phylogénétique basée sur le gène du cytochrome b a montré que la forme de Madère se distingue suffisamment de la sous-espèce type R. i. ignicapilla pour justifier son statut d'espèce à part entière. Les divergences génétiques entre les deux oiseaux pour ce gène sont de l'ordre de 8,5 %, du même ordre de grandeur qu'entre les principales espèces de roitelets. La scission a été acceptée par l'Association of European Rarities Committees (AERC) en 2003, mais certains spécialistes, comme Clements, n'ont pas encore reconnu la nouvelle espèce.
Le chant des quatre sous-espèces du Roitelet à triple bandeau (R. i. ignicapilla, R. i. balearicus en Méditerranée, R. i. caucasicus dans le Caucase et R. i. laeneni en Afrique du Nord) peut prendre un certain nombre de formes différentes, mais est en général très semblable d'une sous-espèce à l'autre, tandis que celui du Roitelet de Madère est unique, divisé en trois phrases. Son chant utilise une plus grande plage de fréquence et est plus harmonieux que celui des sous-espèces continentales. Les Roitelets à triple bandeau mâles ne montrent aucune réponse territoriale aux enregistrements des chants ou des appels des oiseaux de Madère, mais ces derniers réagissent lorsqu'ils écoutent le chant des oiseaux du continent. La séparation en deux espèces distinctes s'appuie donc sur des éléments morphologiques, génétiques, et sur leur chant.
Les archipels atlantiques des Canaries, des Açores et de Madère (formant une grande partie de la Macaronésie) ont une origine volcanique et n'ont donc jamais fait partie d'un continent. La formation de Madère a commencé au Miocène et l'île a fini d'apparaître il y a 700 000 ans. Dans un passé lointain, les principales îles de ces archipels ont toutes été colonisées par des espèces de Regulus qui, isolées des populations continentales, ont évolué sur leurs îles respectives. Les descendants des roitelets ont évolué sur Madère et des sous-espèces de Roitelet huppé ont évolué sur les autres îles. Les divergences génétiques au niveau du gène du cytochrome b entre les Roitelets à triple bandeau européens et le Roitelet de Madère suggèrent que la séparation a eu lieu il y a environ 4 millions d'années, beaucoup plus tôt que les séparations des Roitelets huppés des îles Canaries et des Açores de leur sous-espèce principale, il y a 2,2 millions d'années.

## Le Roitelet de Madère et l'Homme

### Menaces et protection
L'aire de répartition du Roitelet de Madère se limite à une seule île, sur laquelle il semble être assez courant, voire très courant, bien que sa population n'ait pas été évaluée précisément. Il est donc classé comme étant de préoccupation mineure sur la liste rouge de l'UICN. Il pourrait être en déclin en raison de la fragmentation et de la perte de son habitat forestier traditionnel, mais sa capacité à occuper les plantations de certaines espèces d'arbres introduites sur l'île a permis d'améliorer ce facteur dans une certaine mesure.